# أبراهام تشيبي
أبراهام شيبي (بالإنجليزية: Abraham Chebii) مواليد 23 ديسمبر 1979، هو عداء كيني متخصص في 5000 متر. أفضل رقم شخصي له هو 12:52.99 دقيقة. مثل بلاده في الأولمبياد.

## سجل المنافسة
| العام      | المسابقة                               | المكان             | المركز     | ملاحظة     |
| يمثل كينيا | يمثل كينيا                             | يمثل كينيا         | يمثل كينيا | يمثل كينيا |
| ---------- | -------------------------------------- | ------------------ | ---------- | ---------- |
| 2000       | بطولة العالم للعدو الريفي 2000         | ، البرتغال         | 5          |            |
| 2002       | نهائي الجائزة الكبرى لألعاب القوى 2002 | باريس              | 1          | 3000 م     |
| 2003       | بطولة العالم لألعاب القوى 2003         | باريس              | 4          | 5000 م     |
| 2003       | نهائي ألعاب القوى العالمي 2003         | مونت كارلو، موناكو | 3          | 3000 م     |
| 2004       | الألعاب الأولمبية الصيفية 2004         | أثينا، اليونان     |            |            |
| 2004       | نهائي ألعاب القوى العالمي 2004         | مونت كارلو، موناكو | 9          | 3000 م     |
| 2005       | بطولة العالم للعدو الريفي 2005         | ، فرنسا            | 2          |            |
| 2005       | بطولة العالم للعدو الريفي 2005         | ، فرنسا            | 2          | الفريق     |
| 2009       | نهائي ألعاب القوى العالمي 2009         | سالونيك            | 9          | 5000 م     |

## وصلات خارجية
- أبراهام تشيبي على موقع الاتحاد الدولي لألعاب القوى (الإنجليزية)
- أبراهام تشيبي على موقع أوليمبيديا (الإنجليزية)